# Esto no es Berlín
Esto no es Berlín es una película mexicana dramática de 2019, dirigida, escrita, actuada y coproducida por Hari Sama. La película tuvo su estreno en el Festival de Cine de Sundance el 25 de enero del 2019, y luego en salas de cine de México el 12 de diciembre del 2019.

## Argumento
Carlos, es un joven mexicano de diecisiete años, no encaja en ningún lado: ni en su familia ni con sus amigos de la escuela. Todo cambia cuando lo invitan un mítico club nocturno llamado el Aztek, donde descubre el underground: post punk, libertad sexual y drogas, que desafían la relación con su mejor amigo Gera.

## Reparto
- Xabiani Ponce de León ... Carlos
- José Antonio Toledano ... Gera
- Mauro Sánchez Navarro ... Nico
- Klaudia García ... Maud
- Ximena Romo ... Rita
- Américo Hollander ... Tito
- Hari Sama as Esteban
- Marina de Tavira ... Carolina
- Lumi Cavazos ... Susana
- Fernando Álvarez Rebeil ... Quiñones

## Premios y nominaciones
| Premio                             | Categoría                                | Nominados                                       | Resultado |
| ---------------------------------- | ---------------------------------------- | ----------------------------------------------- | --------- |
| Festival de Cine de Sundance       | Gran Premio del Jurado                   | Esto no es Berlín                               | Nominado  |
| Festival de Málaga Cine en Español | Premio Espacio del Jurado                | Hari Sama                                       | Ganador   |
| Festival de Málaga Cine en Español | Mejor actor de reparto                   | Mauro Sánchez Navarro                           | Ganador   |
| Festival de Málaga Cine en Español | Mejor fotografía                         | Alfredo Altamirano                              | Ganador   |
| Festival de Málaga Cine en Español | Premio Especial del Jurado de la Crítica | Hari Sama                                       | Ganador   |
| Festival de Málaga Cine en Español | Mejor Película Española                  | Esto no es Berlín                               | Nominado  |
| Premios Ariel                      | Mejor película                           | Hari Sama                                       | Nominado  |
| Premios Ariel                      | Mejor dirección                          | Hari Sama                                       | Nominado  |
| Premios Ariel                      | Mejor actor                              | Xabiani Ponce de León                           | Nominado  |
| Premios Ariel                      | Mejor coactuación femenina               | Ximena Romo                                     | Nominada  |
| Premios Ariel                      | Mejor guion original                     | Rodrigo Ordóñez, Max Zunino y Hari Sama         | Nominados |
| Premios Ariel                      | Mejor fotografía                         | Alfredo Altamirano                              | Nominado  |
| Premios Ariel                      | Mejor vestuario                          | Gabriela Fernández                              | Nominada  |
| Premios Ariel                      | Mejor diseño de arte                     | Diana Quiroz                                    | Nominada  |
| Premios Ariel                      | Mejores efectos visuales                 | Alejandro Iturmendi                             | Nominado  |
| Premios Ariel                      | Mejor maquillaje                         | Karina Rodríguez                                | Nominada  |
| Premios Ariel                      | Mejor sonido                             | Javier Umpiérrez y Damián del Río               | Nominados |
| Premios Ariel                      | Mejor edición                            | Rodrigo Ríos Legaspi, Ximena Cuevas y Hari Sama | Nominados |